# Burg Montclair
Die Burg Montclair („Munzlar“) (lat. mons clarus = heller Berg) ist eine mittelalterliche Burgruine bei Mettlach, einer Gemeinde im Landkreis Merzig-Wadern (Saarland). Die Burg war im Mittelalter eine der bedeutendsten Befestigungen an der unteren Saar und diente der Kontrolle des Flusses als Verkehrsader. Mit annähernd 900 Metern Länge zählte die im Jahr 1351 geschleifte Vorgängeranlage „Alt-Montclair“ zu den größten Burgen des Hochmittelalters in Deutschland.

## Lage und geographische Besonderheit

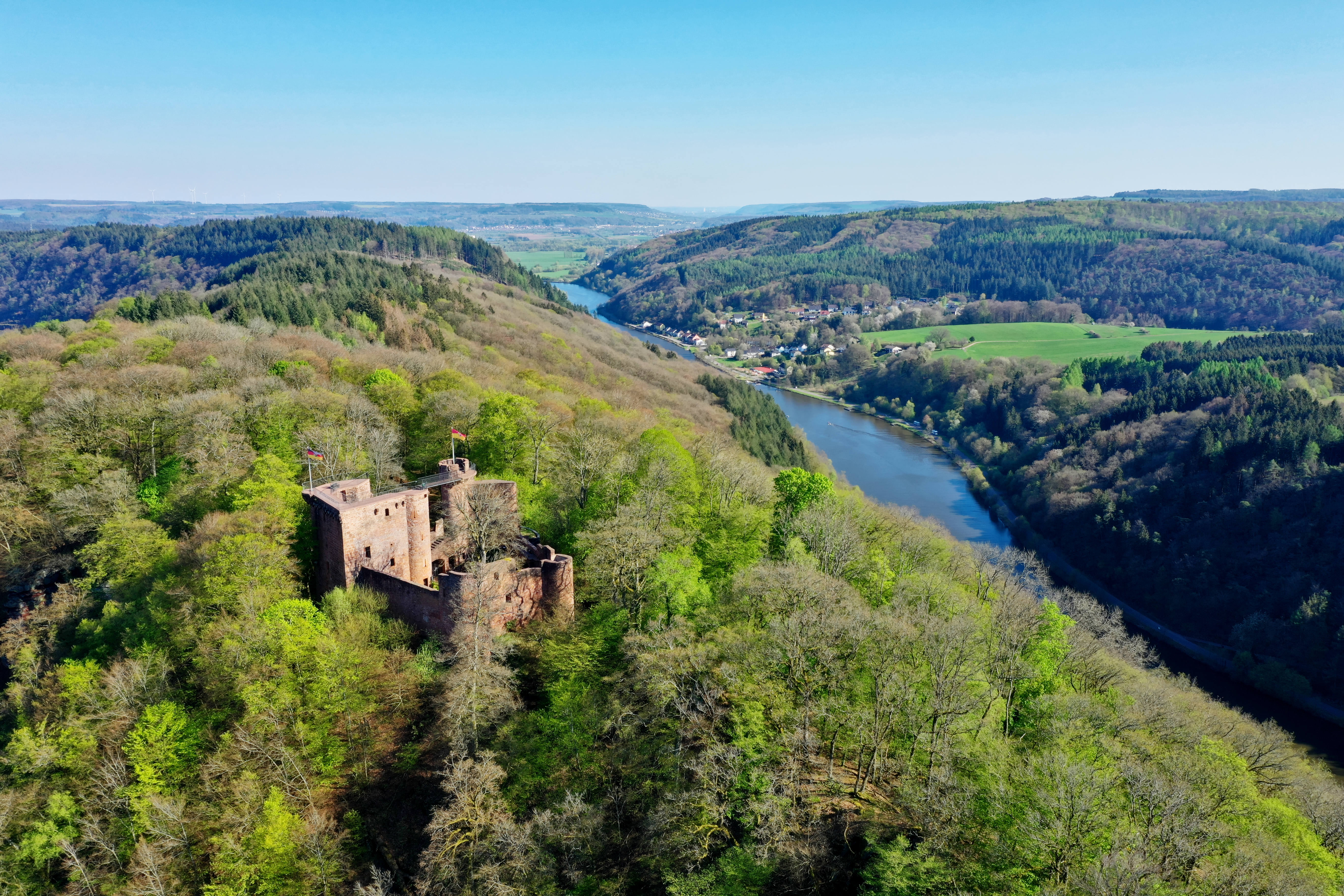
Burg Neu-Montclair auf dem von der Saarschleife umflossenen Burgberg

Die Ruine der Höhenburg liegt rund 290 m ü. NHN auf dem von der Saarschleife umflossenen hohen und langgestreckten Bergrücken, dem so genannten Burgberg südlich von Mettlach. Der Bergrücken ist etwa fünf Kilometer lang, ca. 300 Meter breit und erhebt sich 150 Meter über dem Flussbett der Saar. Die Burganlage nützt die natürlichen geographischen Gegebenheiten in vollem Maße aus. Die Nordwest- und Südseite ist durch unzugängliche Steilhänge gesichert, zur Landseite war sie durch einen Graben geschützt.
Die Talverengung der Saarschleife zwischen Besseringen und Dreisbach rührt daher, dass die aus dem Buntsandstein des Merziger Beckens kommende Saar dort in einen Abschnitt harten Quarzitgesteins eintritt. Es ist nicht genau geklärt, warum es der Saar in der Vorzeit nicht gelang, den direkten Weg zwischen Besseringen und Mettlach zu wählen. Eine Möglichkeit wäre, dass die Saar bei ihrem Weg Klüften des devonischen Quarzit, also einer Schwächezone, gefolgt ist. Die Verfolgung einer Gesteinsschwäche auf einer Länge von mehr als zwei Kilometern wäre allerdings ungewöhnlich. Untersuchungen zeigten, dass bei der Saarschleife und ihrer Umgebung der Buntsandstein dem darunterliegenden Quarzit nur ungleichmäßig aufgelagert ist. Bei seiner Bildung hat der Buntsandstein also keine ehemalige Ebene zugedeckt, sondern ein bereits bestehendes Relief verschüttet. Die Quarzitkluft muss also schon früher bestanden haben und der sich auflagernde Buntsandstein wurde an dieser Stelle von den Wassern der Saar wieder ausgeräumt. Zusammen mit dem großen Mettlacher Saarmäander tiefte sich die Saarschleife bei einer späteren Gebirgshebung ein. Deutlich erkennbar ist das stufenweise Einschneiden der Saar, wenn man von der Cloef, also dem Felsen über dem Wendepunkt der Saarschleife am Prallhang, den gegenüberliegenden terrassierten Gleithang betrachtet.
Dieser von der Saar umflossene Bergsporn ist 5 km lang und hat an seiner höchsten Erhebung eine Höhe von 318,7 m ü. NHN, während das Niveau des Saarwassers bei ungefähr 166 m liegt. Das gesamte Umland der Saarschleife ist mit weitgehend naturbelassenem Wald bedeckt. Auf den Buntsandsteinresten der Saarschleife wächst meist ein Rotbuchenhochwald. Auf dem Quarzit überwiegen Hainbuchen und Eichen. An den steilen Hängen gehen die Wälder in einen Buschwald aus Hainbuchen und Eichen über. Aufgrund des günstigen Klimas wächst dort auch die immergrüne submediterran-atlantische Europäische Stechpalme. Auf den sogenannten Rosseln, den durch Verwitterung entstandenen Geröllhalden, siedeln sich nur Flechten und Moose an.

## Geschichte

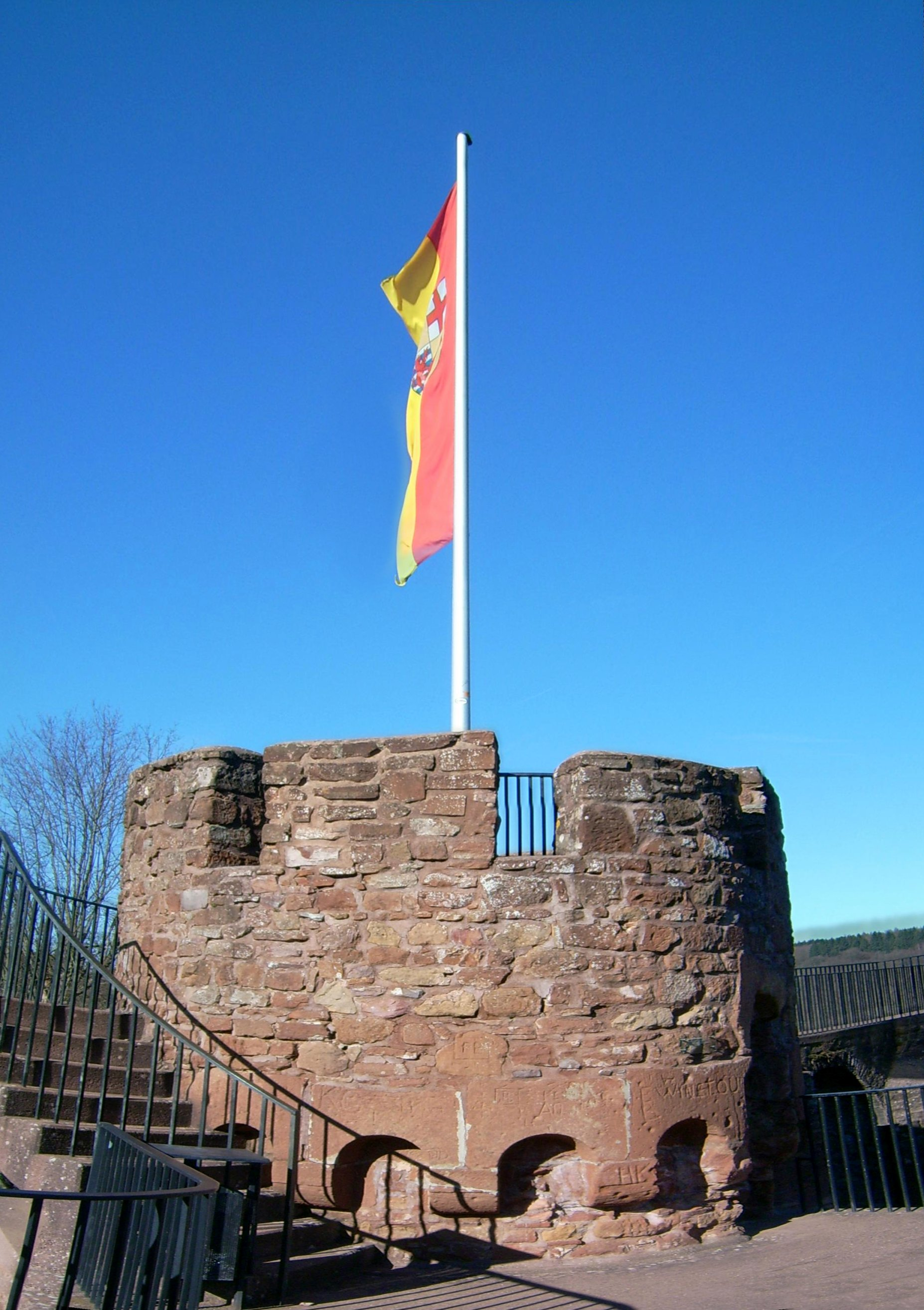
Turmplattform mit Fahne des Landkreises Merzig-Wadern

### Kelten und Römer
Die Gunst der Lage des umflossenen Bergsporns veranlasste bereits die keltische Urbevölkerung zur Errichtung eines Schutzwalles, der zwei Kilometer östlich der mittelalterlichen Burgruine Montclair liegt. Vermutlich wurde der Bergsporn der Saarschleife als keltische Fliehburg genutzt. Spuren der Römer an dem der Sonne zugewandten Steilhang sind nachweisbar.

### Burg Skiva
(Lage: 49° 29′ 41″ N, 6° 33′ 45″ O)

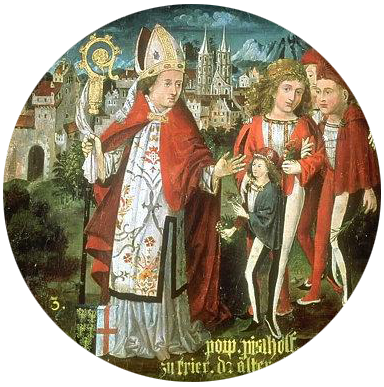
Erzbischof Poppo von Babenberg (Stammbaum der Babenberger, Stiftsgalerie Klosterneuburg, Niederösterreich)

Nach dem Untergang des Römischen Reiches in der Völkerwanderung und der Etablierung der fränkischen Herrschaft errichtete ein ardennisches Adelsgeschlecht auf dem Bergsporn vermutlich im 9. Jahrhundert die Burg Skiva (auch Skipha oder Sissiva, Wortbedeutung: Fels, Abhang, Berg, vg. „skyfe“ im Altenglischen) als Turmhügelburg. Mit den Erzbischöfen des Erzbistums und Erzstiftes Trier, die als Lehensherren amtierten, gab es ständige Konflikte. Im Jahr 1016 gelang es dem Trierer Erzbischof Poppo von Babenberg (Amtszeit: 1016 bis 1047), die Burganlage eines nicht näher zu identifizierenden Burgherrn Adalbert zu erobern und zu zerstören. Das Gelände der Burganlage war in der Folgezeit trierisches und seit dem Jahr 1052 luxemburgisches Lehen. Die Reste des künstlich aufgeworfenen Turmhügels mit den zugehörigen Gräben und Wällen befinden sich etwa 350 Meter östlich der heutigen Burgruine „Neu-Montclair“.

### Alt-Montclair
(Lage: 49° 29′ 50″ N, 6° 33′ 9″ O)

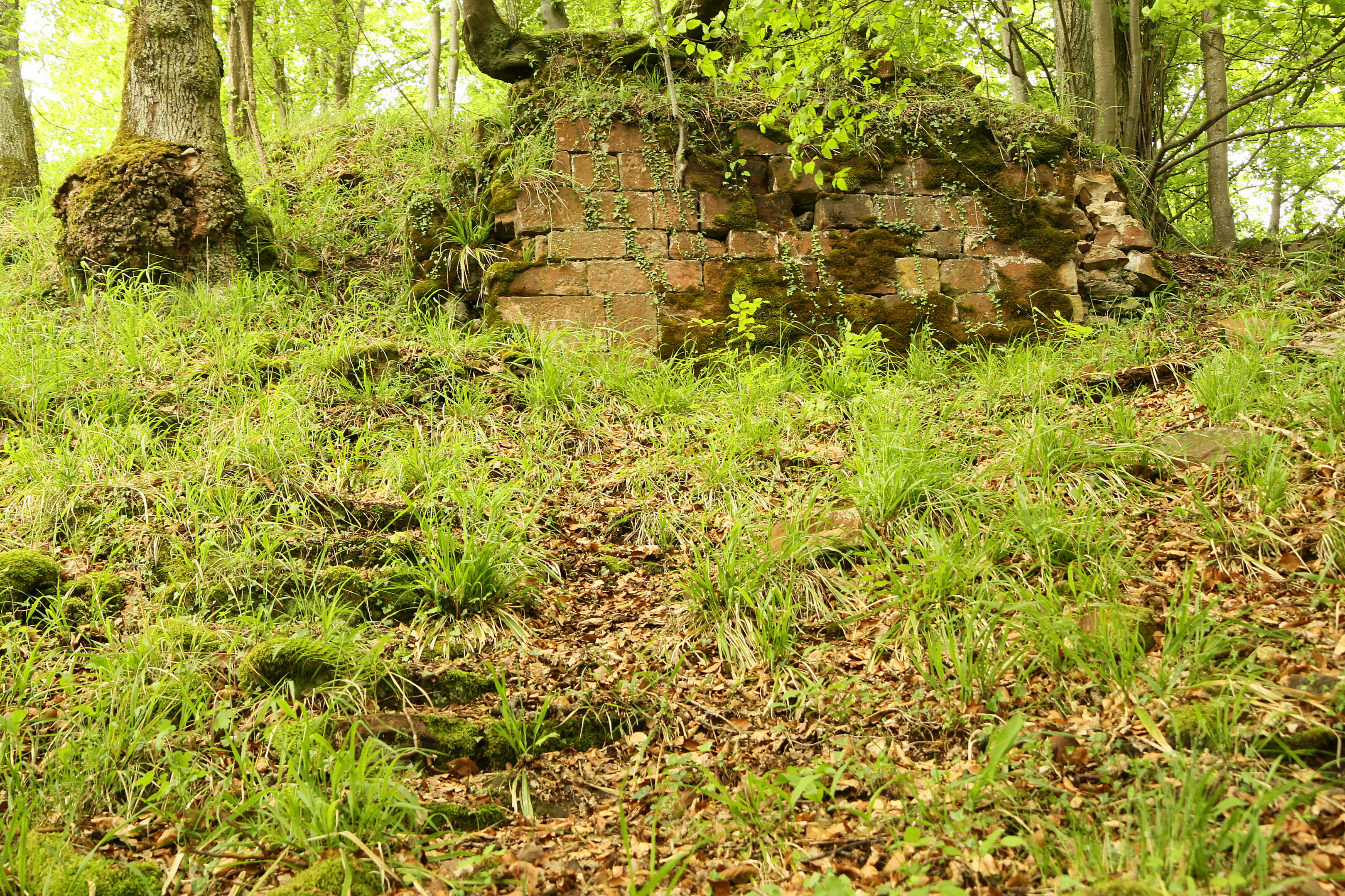
Mauerreste der Burg Alt-Montclair

Zum Ausgang des 12. Jahrhunderts erteilte der Trierer Erzbischof Arnold I. nachträglich die Erlaubnis zu einer damals bereits neu erbauten Burg. Da die zugehörige Urkunde als Vergleich zwischen zwei streitenden Parteien deutlich sichtbar durch einen wellenförmigen Scherenschnitt und durch eine entsprechende lateinische Bezeichnung als eine von zwei Ausfertigungen kenntlich ist, handelt es sich um eine Beilegung vorangegangener Streitigkeiten und nicht etwa um eine „Bauerlaubnis“, wie bis heute meist behauptet wird. Die zweite Ausfertigung ist leider nicht überliefert. Da der Vertrag undatiert ist, kann als Ausgabezeitraum nur die Amtszeit des Bischofs Arnold, die zwischen den Jahren 1169 und 1183 lag, genannt werden. In der Urkunde „gestattet“ der Erzbischof dem Vogt des erzbischöflichen Hofes in Merzig, Arnulf von Walecourt, „auf dem Orte Schien“ (Skiva) im Rahmen eines Lehensverhältnisses eine Burg nahe der Ruine der alten fränkischen Höhenburg zu errichten. Über den Hintergrund und die näheren Umstände der durch die Urkunde beigelegten Streitigkeiten zwischen dem Bistum Trier und Arnulf, der sich spätestens seit 1195 auch „Arnold de Monclir“ nannte und mit ziemlicher Sicherheit mit einer Gräfin aus dem mächtigen Haus derer von Sponheim verheiratet gewesen war (möglicherweise einer Schwester des Grafen Heinrich von Sponheim), ist nichts bekannt. Schließen kann man daraus, dass Arnulf in einer vorangegangenen Streitigkeit dem Bischof unterlag, und sich ihm nun unterwerfen musste.
Die Bezeichnung „Montclair“ taucht erstmals in der Schreibweise „Munkler“ (lat. „mons clarus“ = heller, lichter Berg) in einer Urkunde des Papstes Clemens III. im Jahr 1190 auf. Darin bestätigt der Pontifex dem Trierer Erzbischof Johann I. seine Besitzungen. Die Bezeichnungen „Alt-Montclair“ bzw. „Neu-Montclair“ (siehe unten) sind nicht historisch und dienen nur der Unterscheidung der beiden Bauphasen.
Der Sohn von Arnulf von Walecourt, Johann, der im Jahr 1205 kinderlos starb, nannte sich bereits „von Moncler“. Über seine Schwester Irmgard/Ermengarde gelangte die Burg im Jahr 1218 in den Besitz von deren zweiten Mann, Simon von Joinville und Vaucouleurs. Mit dem Tod von Irmgard von Montclair im Jahr 1218 fiel das Lehen an den Trierer Erzbischof zurück. Erzbischof Theoderich von Wied gab es noch im selben Jahr an die Herren von Joinville. Seit 1218 nannte sich Simon auch „Herr von Montclair“, seit 1224 auch „Seneschall der Champagne“ genannt.
Beider Tochter Isabella († 1268 oder später) brachte die Burg Montclair durch Heirat an die französische Adelsdynastie Clermont. Isabellas Sohn Guy von Clermont führt ebenfalls den Namen „Montclair“. Guy wurde der eigentliche Begründer des Rittergeschlechts der „Herren von Montclair“. Seine Nachkommen nannten sich nun durchweg „Herren von Montclair“.
Die Rechtsverhältnisse an der Burg, den damit verbundenen Lehen, Einkünften und sonstigen Rechten blieben strittig. Neben dem Erzstift Trier erhob insbesondere der Herzog von Lothringen Ansprüche, so dass im Jahr 1344 Guys Enkel Jakob von Montclair einer Aufteilung der Räume in der Burg zwischen ihm und Lothringen zustimmen musste.

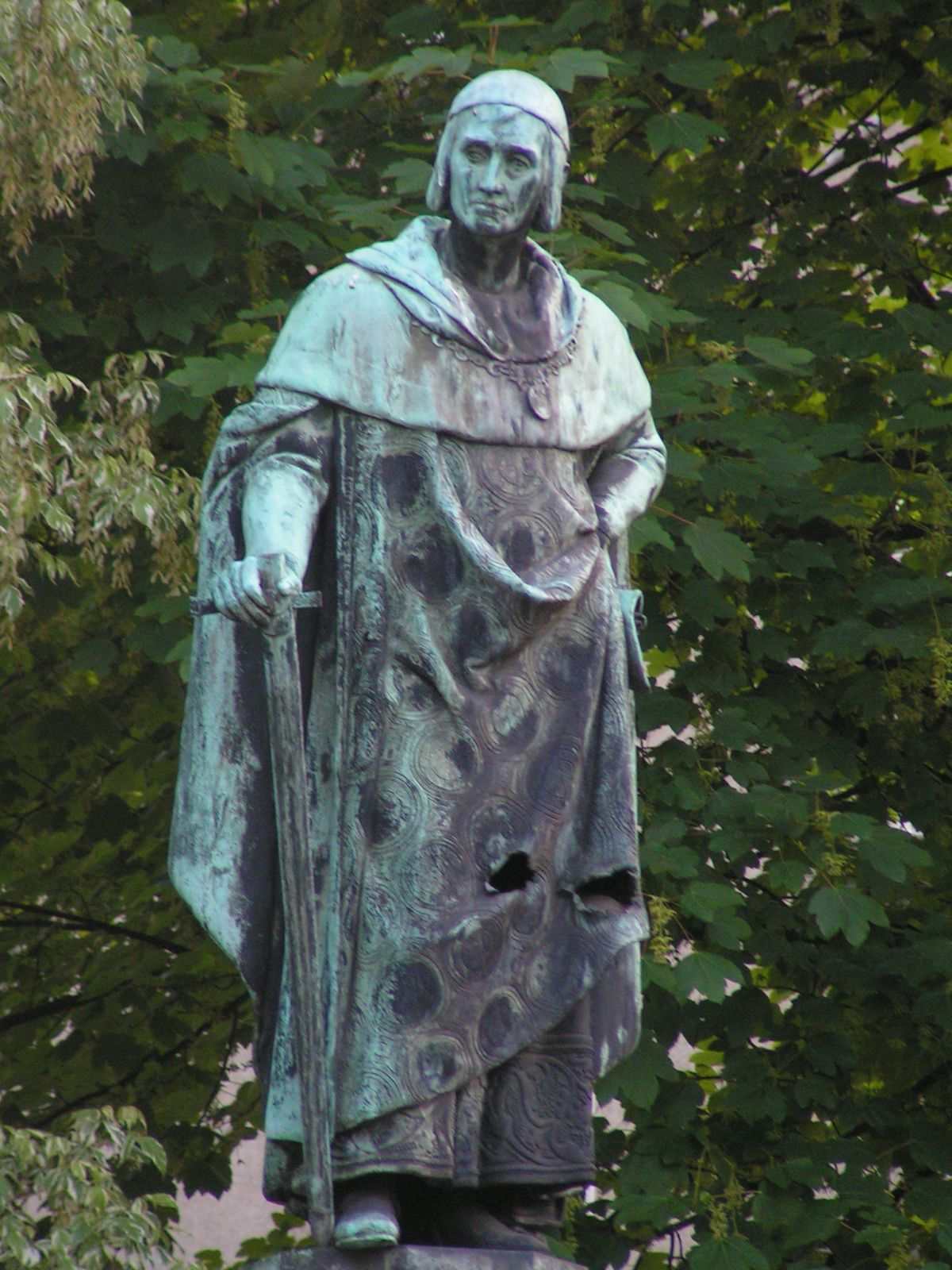
Balduin von Luxemburg Balduinbrunnen, Trier, Statue von Ferdinand von Miller

Jakob paktierte darüber hinaus in einem Konflikt mit dem mächtigen Trierer Erzbischof Balduin von Luxemburg (Amtszeit: 1307–1354), Bruder Heinrichs VIII., Onkel Johanns von Böhmen und Großonkel Karls VI., mit dem Herzog von Lothringen, Johann I. und der aufstrebenden Trierer Bürgerschaft. Als das Raubritterwesen Jakobs von Montclair, der sich mit 49 Rittern und Burgmannen verbündet hatte, trotz mehrerer Schlichtungsversuche nicht aufhörte, kündigte ihm Erzbischof Balduin die Fehde an. Ab April 1351 wurde Montclair, das Jakob zu einer starken Festung hatte ausbauen lassen, auf Befehl des Erzbischofs belagert. Aufgrund ausreichender Lebensmittelvorräte konnte die Burg bis in den November 1351 der Belagerung trotzen. Erst als Balduin die Wasserquelle der Burg erobert hatte, musste Jakob am 22. Dezember 1351 aufgeben. Erzbischof Balduin ließ die Burg daraufhin teilweise zerstören. Im Zusammenhang mit der Belagerung von Montclair errichtete Erzbischof Balduin von Trier die Burg Saarstein. Die Burg, die etwa 800 m von der Burg Montclair entfernt oberhalb der Wellesbachschlucht lag, wurde letztmals im Jahr 1439 im Besitz des Arnold von Sierck genannt. Erhalten haben sich lediglich geringe Mauerreste. Im Zusammenhang mit der Belagerung von Montclair ist ein im Gebiet vergrabener Münzschatz mit Prägungen der ersten Hälfte des 14. Jahrhunderts zu sehen, der 1844 entdeckt wurde.
Im Jahr 1368 kam es zwischen dem Trier Erzstift und der Dynastie Montclair zu einem Ausgleich und das Lehensverhältnis wurde erneuert. Allerdings durfte die teilzerstörte Burg nicht wieder aufgebaut werden. Der Enkel Jakobs von Montclair, Johann von Montclair, starb deshalb im Jahr 1427 als luxemburgischer Burggraf auf der Burg Freudenburg. Mit ihm fand die Dynastie der Herren von Montclair aus dem Hause Clermont ihr Ende. Damit endete auch der nicht unerhebliche Einfluss des Geschlechts derer von Montclair, die sich im Spannungsfeld zwischen Kurtrier, Luxemburg und Lothringen eine recht ansehnliche Machtposition hatten bewahren können, die sicherlich auch zur Bildung des Kondominiums Merzig-Saargau von Kurtrier und Lothringen beigetragen hat.
Die Burg „Alt-Montclair“ entwickelte sich über mehrere Bauperioden zu einer großen romanischen Höhenburg des Hochmittelalter. Die Burg befand sich hinter der aktuellen Burgruine der Burg „Neu-Montclair“ in Richtung der Cloef. Sie wies eine Länge von ca. 450 Metern auf und bestand aus der Vorburg im Osten, der Hauptburg bzw. Kernburg mit Bergfried, Verteidigungstürmen, Eingangstor, Kapelle, Wohnhaus, Ställen und Scheunen in der Mitte sowie den vorgelagerten Verteidigungsanlagen im Westen. Alle drei Abschnitte waren jeweils durch Halsgräben voneinander getrennt. Zusammen mit dem vorgelagerten Areal im Osten ergab sich eine insgesamte Längenausdehnung von annähernd 900 Metern. Somit zählte Alt-Montclair zu den größten Burgen des Hochmittelalters in Deutschland.

### Neu-Montclair

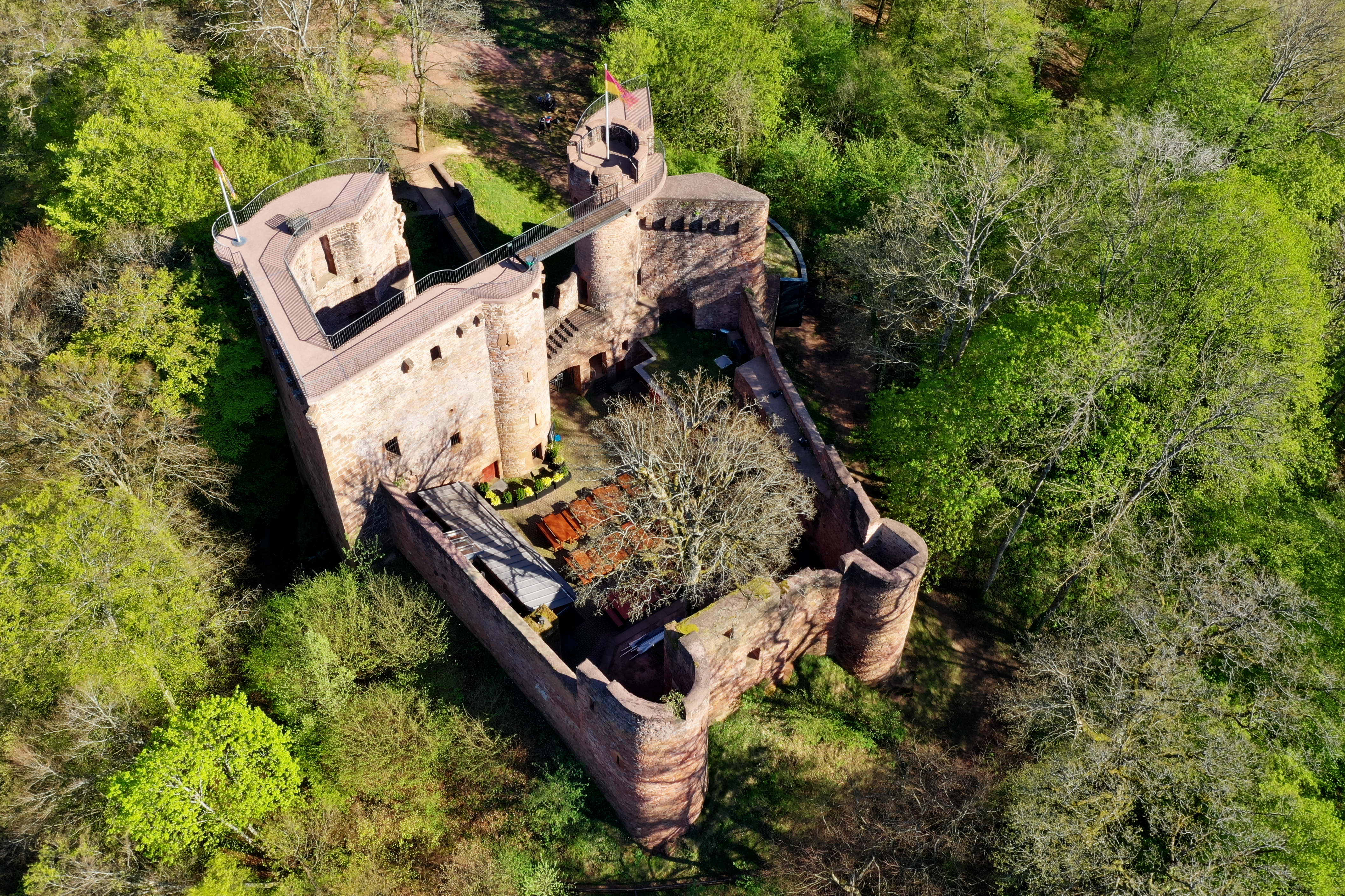
Burg Neu-Montclair aus der Vogelperspektive

Die neue Burganlage des frühen 15. Jahrhunderts war eine wesentlich kleinere Burg als ihre Vorgängerbauten auf dem Saarschleifenbergsporn. Die Grundrisse der Burg stellen ein großes Rechteck von ungefähr 32 (Osten, Zugangsseite) auf 19 Meter (Westen) Seitenlänge auf. Die Ecken der Ostseite sind durch mächtige Rundtürme geschützt. Das Nordost-Rondell hat einen Außendurchmesser von 15 Metern. Zum Steilhang über der Saar und zum Burghof ist es abgeflacht. Von der Grabensohle an hat der Turm heute noch eine Höhe von 22 Metern. Das zum Burghof ebenfalls abgeflachte Südost-Rondell mit 20 Metern Höhe misst im Außendurchmesser 13 Meter. Die maximalen Mauerstärken betragen hier 4 Meter. Das dazwischenliegende Tor wird von zwei Treppentürmen flankiert. Der vorgelagerte Graben weist eine Breite von 12 Metern auf und wurde von einer Zugbrücke überspannt. Zum Schutz der Brücke gab es im Osten ein kleines Torhaus. Die Ecken der Westseite sind ebenfalls von Rundtürmen gesichert, die allerdings kleiner als die Türme der Ostseite ausfallen (Durchmesser 5,60 und 4 Meter; Mauerstärke 0,85 Meter). Dazwischen befand sich das ehemalige Ökonomiegebäude der Burg. Der Burghof hat eine Fläche von 15 auf 19 Metern. Die Rückseite der Burg weist einen flachen Graben auf. Alle Türme waren von Kegeldächern mit umlaufendem Turmwehrgang bekrönt. Dabei ruhten die Zinnenmauern auf Kragsteinen und Bogenfriesen mit dazwischenliegenden Fußscharten, also Schießscharten, mit denen man Feinde von oben durch den Turmboden beschießen konnte. Die Wehrmauern verfügten über Wehrgänge.
Die Burg Montclair weist damit starke architektonische Parallelen zu ihrer größer dimensionierten „Schwesterburg“ Meinsberg auf, die in den Jahren 1419 bis 1436 ebenfalls von Arnold VI. von Sierck errichtet worden war.

#### Herren von Sierck

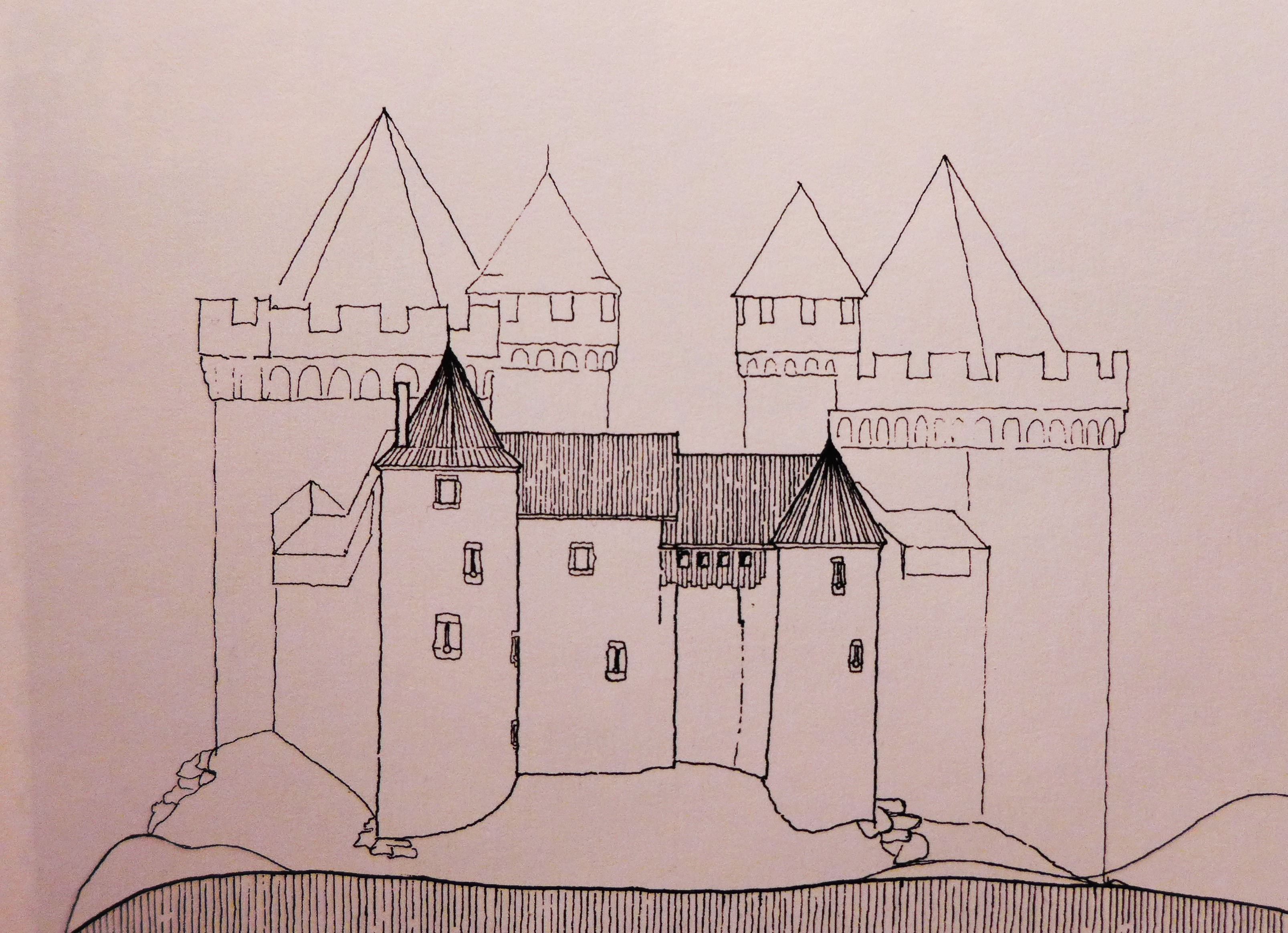
Burg Montclair, Rekonstruktion der aktuellen Burgruine, Ansicht von Westen

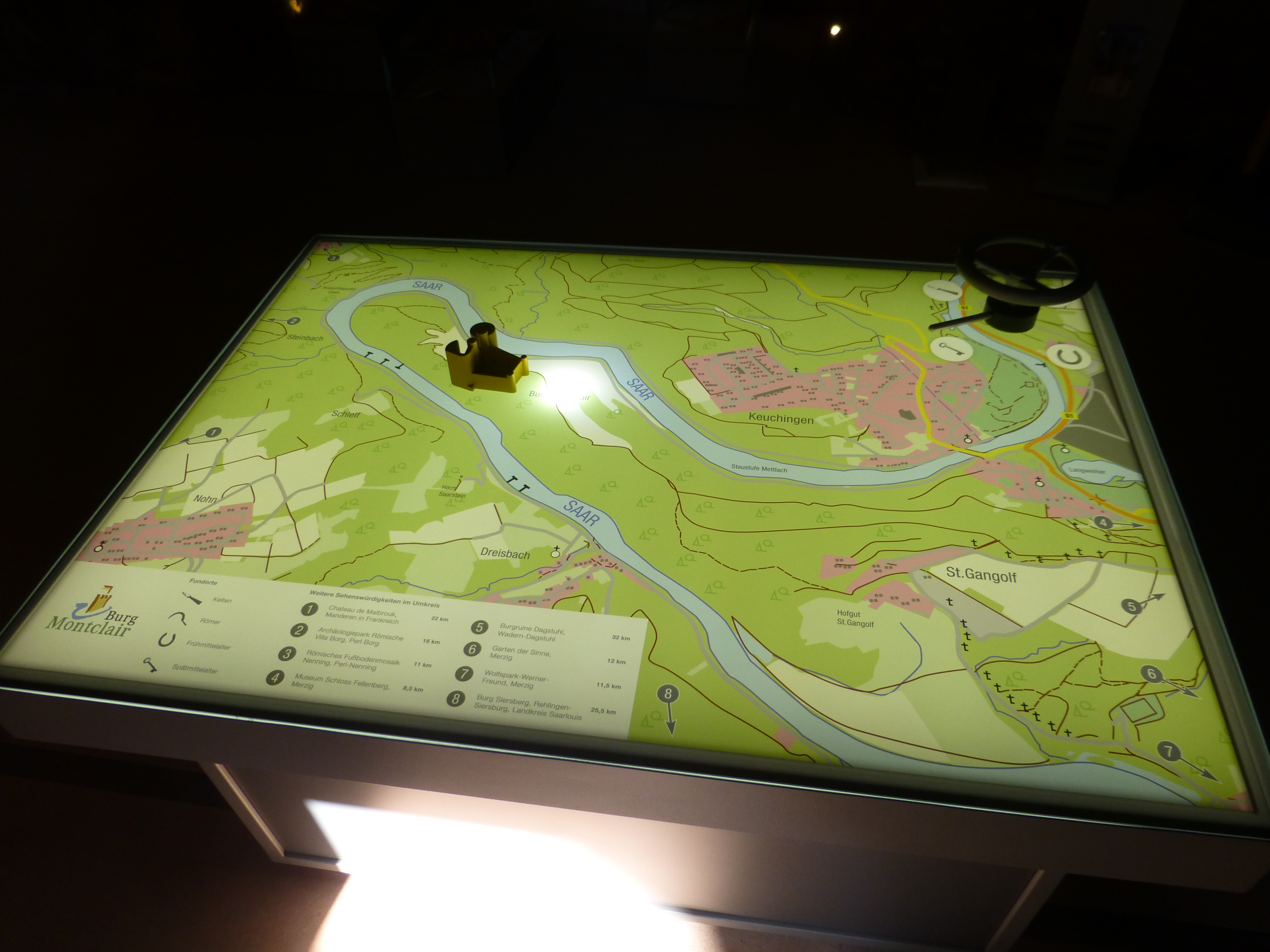
Lage der Burg auf einer Anzeigetafel des Burgmuseums

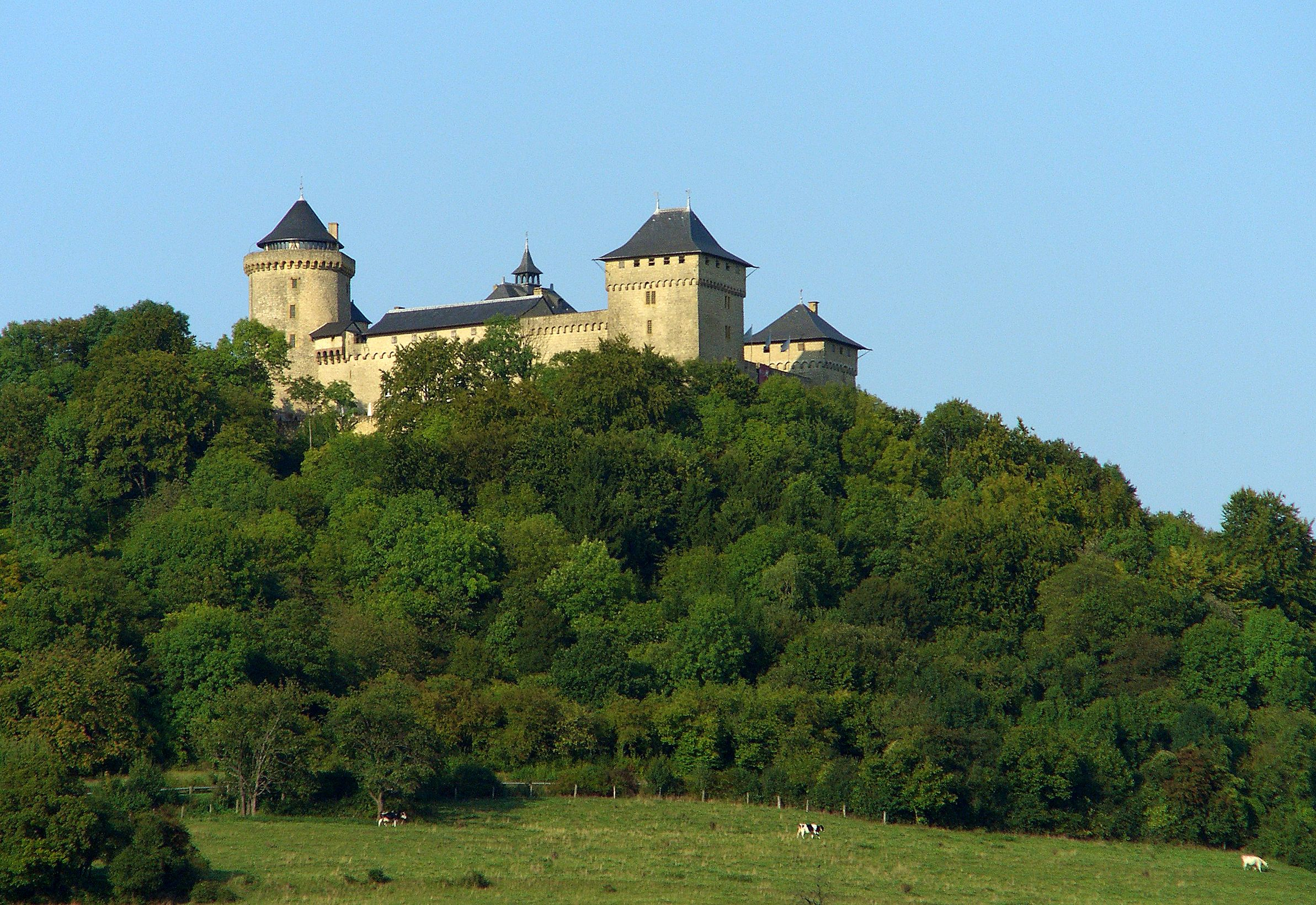
„Schwesterburg“ Burg Meinsberg (Malbrouck)

Als Johann von Montclair als luxemburgischer Burggraf zu Freudenburg vor dem Jahr 1428 gestorben war, ging die Burg Montclair durch die Heirat (um das Jahr 1370) von dessen Tochter Elisabeth von Montclair mit Jakob II. von Sierck (1365–1386) an die Herren von Sierck über. Beider Sohn, Arnold VI. von Sierck (1366–1455), nannte sich im Jahr 1437 „Arnold von Sierck, Herr von Montclair“.
Arnold erreichte in den Jahren 1428 und 1433, von den Trierer Erzbischöfen Otto von Ziegenhain und Raban von Helmstatt die Erlaubnis zu bekommen, eine neue Burg über der Saarschleife zu errichten. Die neue Burg Montclair, mit deren Bau im Jahr 1428 begonnen wurde, war im Jahr 1439 – zeitgleich mit der Burg Meinsberg (Malbrouck) – fertiggestellt. Die Belehnungsfeier fand am 25. November 1428 statt. Arnold wohnte allerdings – wie alle seine Nachfolger – nicht auf der Burg Montclair, sondern auf der größeren Burg Meinsberg bei Mandern.
Arnold VI. von Sierck war Vater des Trierer Erzbischofes und Kurfürsten Jakob I. von Sierck (Amtszeit: 1439–1456) sowie Reichskanzler (Amtszeit: 1441–1456) Kaiser Friedrichs III. Aufgrund der Machtposition von Jakob I. von Sierck ist es wohl zu erklären, dass sein Vater Arnold, obwohl nur Vasall des Erzstiftes Trier sowie des Herzogtums Lothringen, am 1. September 1442 in den Reichsgrafenstand erhoben wurde. Dadurch wurde die Herrschaft Montclair auch zur Reichsgrafschaft. Weiterhin waren die Herren von Sierck aber auf der Burg Montclair nur Vögte und hatten keine vollen Eigentumsrechte.

#### Grafen von Sayn
Arnold VI. von Sierck hatte zwar vier Söhne. Von diesen zeugte nur Arnold VII. (1425–1443) legitime Kinder, doch ausschließlich Mädchen (Adelheid, Elisabeth, Hildegard und Margarethe). Damit war das Geschlecht derer von Sierck dem Aussterben im Mannesstamm geweiht. Am 1. Februar 1453 heiratete Elisabeth (1435–1489), die Erbin von Meinsberg, Montclair, Freudenburg, Baldringen sowie der Lehen und Bareinkünfte von Luxemburg und im Trierer Land, in zweiter Ehe Graf Gerhard II. von Sayn (1417–1493). Gerhard, der vor seiner Ehe Domherr in Köln und Prior in Aachen gewesen war, zeugte mit seiner Frau 16 Kinder.
Bei Gerhards Tod im Jahr 1493 erbten dessen beide Söhne Gerhard III. (1454–1506) und Sebastian I. (1464–1498) die Sierckschen Güter. Sebastian I. von Sayn erhielt dabei die Burgen Meinsberg und Montclair. Allerdings hatte das Herzogtum Lothringen den lothringischen Teil der Grundherrschaft Montclair zu dieser Zeit wieder an sich genommen. Als Sebastian I. im Jahr 1498 starb, übernahm sein Bruder Gerhard III. die Vormundschaft für dessen Kinder. Bei seiner Volljährigkeit im Jahr 1515 erhielt Sebastians Sohn Johann IV. von Sayn (1491–1529) die Burgen Montclair und Meinsberg.
Johann IV. erwies sich als schlechter Verwalter und hinterließ bei seinem Tod im Jahr 1529 seinen Söhnen Johann V. von Sayn (1518–1560) und Sebastian II. von Sayn (1520–1573) erhebliche Schuldenlasten. Sebastian II. erhielt nach dem Tod seiner Mutter die Burgen Montclair und Meinsberg. Als Sebastian im Jahr 1573 unverheiratet und kinderlos starb, fielen beide Burgen den Kindern seines Bruders Johann V. zu. Der älteste Sohn Johanns V., Adolf (1538–1568) heiratete unmittelbar nach dem Tod seines Vaters Maria von Mansfeld und trat anlässlich dieses Ereignisses zur protestantischen Lehre Martin Luthers über. Sein Bruder Heinrich IV. von Sayn (1539–1606) erhielt im Erbfall Montclair und Meinsberg, blieb aber in seiner Ehe mit einer ehemaligen Nonne kinderlos.
Heinrich IV. ließ in den Jahren 1581 bis 1583 die Burg Montclair durch Peter Eschenbrenner aus Mettlach ausbessern und ausbauen. Bereits zu Lebzeiten hatte er im Jahr 1601 die Burg an seine Nichte Katharina Dorothea (1562–1609), die Tochter seines Bruders Adolf, übergeben. Dagegen protestierte der Trierer Kurfürst und Erzbischof Lothar von Metternich und ließ die Burg Montclair von seinem Saarburger Amtmann besetzen. Daraufhin erschien Katharina Dorothea mit berittenem Gefolge am 19. August 1603 vor der Burg und zwang die Burginsassen energisch, ihr als Eigentümerin zu huldigen.
Auf Drängen des Trierer Erzstiftes musste Heinrich IV. von Sayn dann aber doch die Schenkung an seine Nichte rückgängig machen. Katharina Dorothea versuchte nochmals nach dem Tode ihres Onkels Heinrich im Jahr 1606, ihre Ansprüche auf Montclair beim Erzstift geltend zu machen, blieb aber erfolglos. Im Jahr 1604 bestätigte der Herzog von Lothringen, Karl III., die Schenkung an Katharina Dorothea und belehnte sie mit Montclair und Meinsberg.

#### Grafen von Sulz
Katharina Dorothea, hatte im Jahr 1585 Karl Ludwig, Graf zu Sulz, geheiratet und brachte Montclair und Meinsberg offiziell als Mitgift in die Ehe ein, die damit an das Geschlecht derer zu Sulz übergegangen wären.
Beider Sohn Alwig (1586–1632) wurde nach dem Tod seiner Mutter in Nancy durch den Herzog von Lothringen, Heinrich II., am 2. April 1609 mit den Burgen Montclair (lothringischer Anteil) und Meinsberg belehnt. Alwig von Sulz war mit Katharina Ludmilla Popel von Lobkowitz verheiratet. Beider Sohn starb bereits im Säuglingsalter. Alwig fiel am 18. Februar 1632 bei Bamberg in den Kämpfen des Dreißigjährigen Krieges als Oberst des Johann T’Serclaes von Tilly, des obersten Heerführers der Katholischen Liga.
Bereits mit dem Tod von Heinrich IV. von Sayn im Jahr 1606 hatte der Trierer Kurfürst und Erzbischof Lothar von Metternich den trierischen Anteil der Herrschaft Montclair als erledigtes Lehen einziehen lassen. In der Folgezeit nach 1620 verfiel die Burg zu einer Ruine. Nutzbar waren lediglich noch das Ökonomiegebäude (Hofhaus) und die Burgkapelle. Deshalb besetzte im Jahr 1641 der lothringische General-Prokurator Jean Sellier die Burg mit einigen Soldaten, um gegen den Schlendrian des Erzstiftes hinsichtlich der nicht vorhandenen Erhaltung der Burganlage zu protestieren, blieb aber erfolglos.

### Vereinbarung von 1661

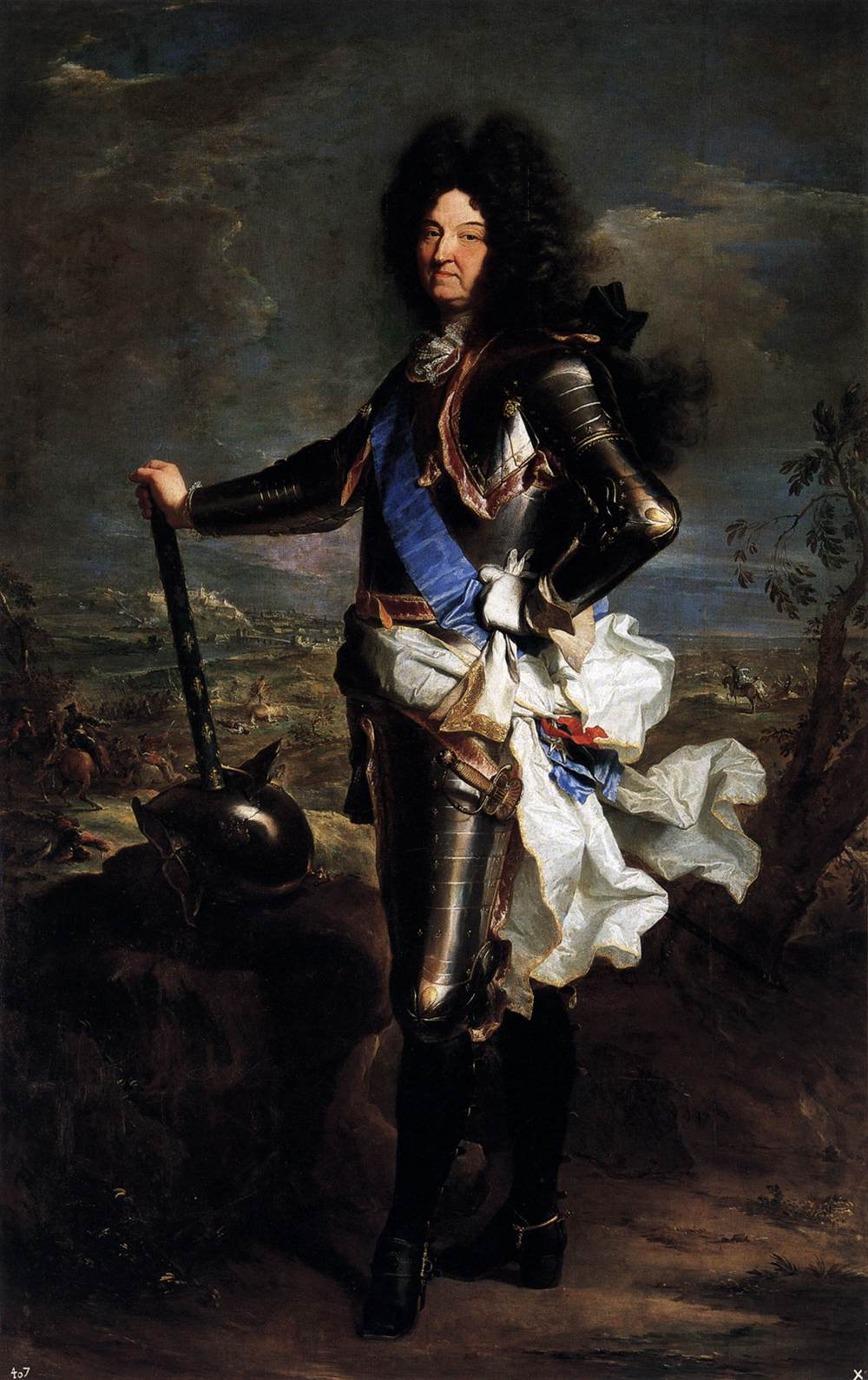
Ludwig XIV.

Durch die Bestimmungen im Friede von Vincennes kam Montclair 1661 zu Frankreich. Der französische König Ludwig XIV., der damals Lothringen besetzt hielt, vereinbarte im Jahr 1661 mit dem Trierer Erzbischof Karl Kaspar von der Leyen, dass die Burgruine Montclair nicht mehr wiederaufgebaut werden sollte, da sie im Kriegsfall gegen das Königreich Frankreich nutzbar gewesen wäre. Somit schritt der Verfall der Burgruine voran. Nur noch das Hofhaus (Ökonomiegebäude) zwischen den westlichen Flankentürmen wurde für landwirtschaftliche Zwecke benutzt.
Als Stanislaus I. Leszczyński, ehemaliger König von Polen und seit 1737 Herzog von Lothringen, am 23. Februar 1766 starb, fiel das lothringische Herzogtum an das Königreich Frankreich. Mit dem Teilungsvertrag über das Kondominium Merzig-Saargau ging die Burg Montclair am 1. Juli 1778 vollständig an das Erzstift Trier unter Kurfürst Clemens Wenzeslaus von Sachsen über. Dabei wurde das Verbot des Wiederaufbaues der Burg Montclair, das im Vertrag von 1661 mit Ludwig XIV. vereinbart worden war, ausdrücklich bestätigt. Das Ökonomiegebäude der Burg wurde allerdings weiter durch den Mettlacher Vogtmeier betrieben. Im Jahr 1786 fiel auch dieses letzte benutzte Gebäude einem Brand zum Opfer und wurde nicht wiederhergestellt. Der Burgberg wurde im Jahr 1788 vom Erzstift Trier der Abtei Mettlach in Zeitpacht überlassen. Als die Abtei in den Wirren der Französischen Revolution unterging, wurde Montclair französisches Nationalgut. Der Staat verkaufte zugehörige Ländereien an Privatleute. Mit dem Übergang des Landes an der Saar an den Staat Preußen nach dem Zusammenbruch der napoleonischen Herrschaft gingen die Burgruine mit dem sie umgebenden Wald im Jahr 1815 in den Besitz Preußens über.

### Konservierung im 19. Jahrhundert

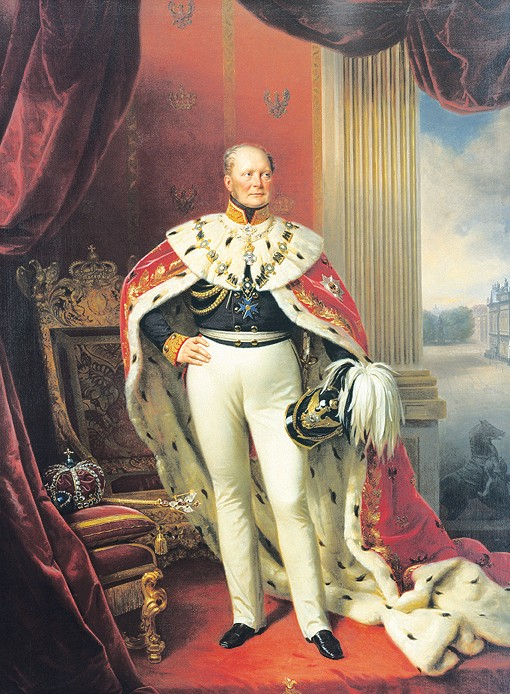
König Friedrich Wilhelm IV. von Preußen, Initiator der Sicherung der Burg Montclair im 19. Jahrhundert

Noch 1844 wurden Steine für Ausbesserungsarbeiten im Flussbett der Saar genutzt. Erst ab dem Jahr 1855 wurde damit begonnen, die erhaltenen Reste zu sichern und man unternahm archäologische Grabungen. Initiator der Erhaltungsmaßnahmen war der preußische König Friedrich Wilhelm IV., der im Jahr 1835 erstmals in Mettlach weilte. Mit seiner Zuneigung zu einem ideologisch verklärten Bild des europäischen Mittelalters war Friedrich Wilhelm IV. Teil einer gesamtgesellschaftlichen Mittelalterbegeisterung im 19. Jahrhundert. Darüber hinaus war sein architektonisches Interesse nicht nur Bestandteil eines romantisch idealisierten Traumbildes, sondern sollte in verwirklichten Schaubildern münden. Die aus ideologisch-propagandistischen Gründen restaurierten oder neuerstellten Zeugnisse des Mittelalters sollten visuelle Grundlage seines monarchischen Projekts sein und zur Stabilisierung seiner antirevolutionären Politik beitragen. Die Förderung des mittelalterlichen Erbes, etwa der Ruine Montclair, war hochpolitisch gemeint. Friedrich Wilhelm IV. strebte ein deutsches Preußen an, das ein Bollwerk gegen den seiner Meinung nach verderblichen Einfluss des Parlamentarismus, des bürgerlichen Individualismus und des aufkommenden Liberalismus bilden sollte. So entwarf der preußische König ein idealisiertes, mythologisiertes Bild des deutschen Mittelalters, das angeblich von den Impulsen einer ständisch-monarchisch gegliederten sozialen Ordnung getrieben wurde. Deshalb galt es, den Geist dieser „heilen“ Ordnung des alten Reiches auch visuell zu rekonstruieren. In diesem Zusammenhang wollte Friedrich Wilhelm IV., der seine dynastischen Wurzeln (vgl. Karoline von Nassau-Saarbrücken) auch im Land an der Saar sah, in der südlichen Provinz Preußens machtpolitische Spuren hinterlassen (vgl. auch die von ihm veranlasste Grablege der Klause Kastel für Johann von Böhmen durch Karl Friedrich Schinkel in den Jahren 1834 bis 1835 bei Kastel-Staadt auf einem Felsen hoch über dem Saartal unweit der Burg Montclair).
Auf Veranlassung König Friedrich Wilhelms IV. wurde die Burgruine Montclair ab dem Jahr 1855 unter der Leitung des preußischen Staatskonservators Ferdinand von Quast auf Staatskosten restauriert. Im Folgejahr 1856 rodete man das Umland der Ruine Montclair, um Reste der im Jahr 1351 zerstörten Burganlage „Alt-Montclair“ zu finden. Die Ausgrabungen wurden von dem Saarburger Arzt und Heimatforscher Johann Jacob Hewer unternommen.
Im Jahr 1870 ging die Burg Montclair in das Eigentum von Eugen von Boch über. Unter der Leitung von August von Cohausen wurden die Restaurierungsarbeiten an der Burg weitergeführt. Zur Begehung der Anlage baute man eiserne Stege, Geländer sowie eine Wendeltreppe ein.

### 20. Jahrhundert

#### Plan einer NS-Ordensburg
In der Zeit des Nationalsozialismus bestand der Plan Adolf Hitlers, auf dem bewaldeten Montclair-Rücken eine „Reichsschulungsburg“ zu errichten, die 170 Hektar Fläche eingenommen hätte. Entstehen sollten eine Thingstätte für 4000 Personen, ein Turm, eine „Ehrenhalle für die Opfer an der Saar“ sowie ein 800 Meter langes Schulungsgebäude für 600 Personen. Die Entwürfe zur großdimensionierten Anlage lieferte der Kölner Architekt Clemens Klotz, der auch die Kraft-durch-Freude-Anlage in Prora auf Rügen sowie die NS-Ordensburg Vogelsang in der Eifel gebaut hatte. Unmittelbar Verantwortliche der Planung für das Projekt an der Saarschleife waren Robert Ley, Reichsleiter der NSDAP, sowie die Deutsche Arbeitsfront. Die geplante Baumaßnahme der „Reichsschulungsburg an der Saarschleife“ war als „Dankesgabe an das Saarvolk“ im Gefolge der Volksabstimmung des Jahres 1935 propagandistisch angekündigt worden. Die NS-Zeitung „Rhein-NSZ-Front“ bemerkte in ihrer Ausgabe vom 31. Juli 1935 allerdings, „dass beim Erwerb des Geländes noch einige Schwierigkeiten bestehen. (...) Der gegenwärtige Besitzer des Geländes kann sich – und wir möchten keine Zweifel in seine Gründe setzen – aus ideellen Gründen nur sehr schweren Herzens von diesem Stück seines Besitzes trennen.“ Damit war die Familie von Boch gemeint, die das Grundstück nicht veräußern wollte. Aufgrund der militärtechnischen Aktivitäten zur Befestigung der Westgrenze (Westwall) ab 1936 musste die Verwirklichung der Ordensburg an der Saarschleife dann zurückgestellt werden. Als sogenannte „Dankesgabe Hitlers“ an das Saarvolk wurde stattdessen das „Gautheater Saarbrücken“, das heutige Saarländische Staatstheater in Saarbrücken, errichtet.

#### Kriegsschäden
Am Ende des Zweiten Weltkrieges bezogen Männer des Mettlacher Volkssturmes Posten auf den Türmen der Burg. Dabei wurden sie von der Aufklärung der US-Armee entdeckt und aus der Richtung von Nohn durch Artillerie beschossen. Infolge dieser Beschießung wurde das Verbindungsstück zwischen den Türmen und Mauerteile des Südost-Rondells zerstört. In der Nachkriegszeit wurden die Schäden auf Veranlassung der Familie von Boch einigermaßen behoben. Der Verfall der Burganlage schritt aber fort und so musste die Burg für Besucher aufgrund von Einsturzgefahr gesperrt werden.

#### Grabungen und Restaurierung
Eine weitere archäologische Grabung fand im Jahr 1964 statt. Sie galt der Erforschung der vorgeschichtlichen Anlage. Nachdem der Landkreis Merzig-Wadern die Burg Montclair am 21. Juni 1991 von der Familie von Boch in einem vollkommen ruinösen Zustand zu einem symbolischen Preis erhalten hatte, wurde sie in den Jahren 1992/1993 restauriert, teilweise wieder aufgebaut sowie durch moderne Einbauten ergänzt. Finanziert wurde die Maßnahme durch das Saarland unter Zuhilfenahme von Strukturhilfemitteln der Bundesrepublik Deutschland zur Förderung des Fremdenverkehrs. Die Gesamtkosten der Restaurierung beliefen sich auf fünf Millionen Deutsche Mark. Davon steuerte der Landkreis Merzig-Wadern 500.000 DM bei. Im Nordostturm wurde ein Burgmuseum eingerichtet. Ebenfalls wurden Bewirtungsräume und Sanitäranlagen eingebaut. Zu einer Rekonstruktion der Toranlage und des Nordost-Rondells – wie es Heimatforscher angeregt hatten – kam es jedoch dabei nicht. Die „Schwesterburg“ Meinsberg wurde zur gleichen Zeit in den Jahren 1991 bis 1998 jedoch vollständig wiederaufgebaut.

## Burgsagen
Pionier und wesentlicher Sammler saarländischer Sagen war in der ersten Hälfte des 20. Jahrhunderts der Saarbrücker Kunsthistoriker und Volkskundler Karl Lohmeyer, der 1924 eine erste thematische Arbeit über saarländische Sagen veröffentlichte. Im Jahr 1935 folgte eine erste Überblicksdarstellung, die auf Lohmeyers eigener Feldforschung beruhte. In den Jahren 1954/55 erschien dann seine umfangreiche zweibändige Gesamtdarstellung des saarländischen Sagenschatzes, die bis heute die umfangreichste Quellensammlung und damit das Standardwerk zum Thema darstellt.
Karl Lohmeyer überliefert im Zusammenhang mit der Burg Montclair folgende Sagen:
- Die Bienen retten Montclair[34]
- Das Hufeisen und die Wagenfurche auf dem Breitenstein[35]
- Die Riesenkröte unter dem Breitenstein[36]
- Der letzte Burggraf von der Cloef[37]
- Der büßende Ritter am Johannisbrunnen[38]
- Der Klausner am Johannisbrunnen[39]
- Der Mettlacher Klosterhannes und der Graf von Montclair[40]
- Der Herrgottstein[41]